# Élections législatives de 1988 en Martinique
Les élections législatives françaises de 1988 se déroulent les 5 et 12 juin. Dans le département de la Martinique, quatre députés sont à élire dans le cadre de quatre circonscriptions.

## Élus
| Circonscription | Député sortant        | Parti                 | Parti                 | Député élu ou réélu        | Parti | Parti                      |
| --------------- | --------------------- | --------------------- | --------------------- | -------------------------- | ----- | -------------------------- |
| 1re             | Scrutin proportionnel | Scrutin proportionnel | Scrutin proportionnel | Guy Lordinot               |       | Divers gauche (Maj. prés.) |
| 2e              | Scrutin proportionnel | Scrutin proportionnel | Scrutin proportionnel | Claude Lise                |       | PPM                        |
| 3e              | Scrutin proportionnel | Scrutin proportionnel | Scrutin proportionnel | Aimé Césaire               |       | PPM                        |
| 4e              | Scrutin proportionnel | Scrutin proportionnel | Scrutin proportionnel | Maurice Louis-Joseph-Dogué |       | FSM                        |

## Positionnement des partis
L'UDF et le RPR se présentent unis sous l'étiquette « Union du Rassemblement et du Centre » tandis que les candidats du Parti socialiste se rangent sous la bannière de la « Majorité présidentielle pour la France unie », slogan de la campagne présidentielle de François Mitterrand.

## Résultats

### Résultats à l'échelle du département
| Parti          | Parti                                  | Premier tour | Premier tour | Second tour | Second tour | Sièges |
| Parti          | Parti                                  | Voix         | %            | Voix        | %           | Sièges |
| -------------- | -------------------------------------- | ------------ | ------------ | ----------- | ----------- | ------ |
|                | Parti progressiste martiniquais        | 25 367       | 31,03        | 12 815      | 15,23       | 2      |
|                | Fédération socialiste de la Martinique | 16 200       | 19,82        | 18 075      | 21,48       | 1      |
|                | Divers gauche (Maj. prés.)             | 6 629        | 8,11         | 13 463      | 16,00       | 1      |
|                | La France unie                         | 48 196       | 58,96        | 44 353      | 52,71       | 4      |
|                |                                        |              |              |             |             |        |
|                | Union pour la démocratie française     | 12 801       | 15,66        | 14 057      | 16,70       | 0      |
|                | Rassemblement pour la République       | 10 131       | 12,39        | 12 550      | 14,91       | 0      |
|                | Divers droite                          | 9 522        | 11,65        | 13 189      | 15,67       | 0      |
|                | Union du Rassemblement et du Centre    | 32 454       | 39,70        | 39 796      | 47,29       | 0      |
|                |                                        |              |              |             |             |        |
|                | Parti communiste martiniquais          | 1 099        | 1,34         |             |             | 0      |
|                |                                        |              |              |             |             |        |
| Inscrits       | Inscrits                               | 216 105      | 100,00       | 169 385     | 100,00      | 4      |
| Abstentions    | Abstentions                            | 130 686      | 60,47        | 82 153      | 48,5        |        |
| Votants        | Votants                                | 85 419       | 39,53        | 87 232      | 51,5        |        |
| Blancs et nuls | Blancs et nuls                         | 3 670        | 4,3          | 3 083       | 3,53        |        |
| Exprimés       | Exprimés                               | 81 749       | 95,7         | 84 149      | 96,47       |        |

### Résultats par circonscription

#### Première circonscription (La Trinité)
| Candidat       | Candidat              | Parti                      | Premier tour | Premier tour | Second tour | Second tour |  |
| Candidat       | Candidat              | Parti                      | Voix         | %            | Voix        | %           |  |
| -------------- | --------------------- | -------------------------- | ------------ | ------------ | ----------- | ----------- |  |
|                | Michel Renard sortant | Divers droite (URC)        | 9 522        | 45,11        | 13 189      | 49,49       |  |
|                | Guy Lordinot élu      | Divers gauche (Maj. prés.) | 6 399        | 30,32        | 13 463      | 50,51       |  |
|                | Siméon Salpétrier     | FSM                        | 4 088        | 19,37        |             |             |  |
|                | Sévère Cerland        | PCM                        | 1 099        | 5,21         |             |             |  |
|                |                       |                            |              |              |             |             |  |
| Inscrits       | Inscrits              | Inscrits                   | 47 872       | 100,00       | 47 848      | 100,00      |  |
| Abstentions    | Abstentions           | Abstentions                | 25 768       | 53,83        | 20 108      | 42,02       |  |
| Votants        | Votants               | Votants                    | 22 104       | 46,17        | 27 740      | 57,98       |  |
| Blancs et nuls | Blancs et nuls        | Blancs et nuls             | 996          | 4,51         | 1 088       | 3,92        |  |
| Exprimés       | Exprimés              | Exprimés                   | 21 108       | 95,49        | 26 652      | 96,08       |  |

#### Deuxième circonscription (Saint-Pierre)
| Candidat       | Candidat         | Parti          | Premier tour | Premier tour | Second tour | Second tour |  |
| Candidat       | Candidat         | Parti          | Voix         | %            | Voix        | %           |  |
| -------------- | ---------------- | -------------- | ------------ | ------------ | ----------- | ----------- |  |
|                | Claude Lise élu  | PPM            | 10 003       | 48,9         | 12 815      | 50,52       |  |
|                | Pierre Petit     | RPR            | 7 144        | 34,92        | 12 550      | 49,48       |  |
|                | Miguel Laventure | UDF (AD)       | 3 310        | 16,18        |             |             |  |
|                |                  |                |              |              |             |             |  |
| Inscrits       | Inscrits         | Inscrits       | 52 709       | 100,00       | 51 954      | 100,00      |  |
| Abstentions    | Abstentions      | Abstentions    | 31 614       | 59,98        | 25 940      | 49,93       |  |
| Votants        | Votants          | Votants        | 21 095       | 40,02        | 26 014      | 50,07       |  |
| Blancs et nuls | Blancs et nuls   | Blancs et nuls | 638          | 3,02         | 649         | 2,49        |  |
| Exprimés       | Exprimés         | Exprimés       | 20 457       | 96,98        | 25 365      | 97,51       |  |

#### Troisième circonscription (Fort-de-France)
|                | Aimé Césaire sortant réélu | PPM            | 15 364 | 84,9   |  |  |  |
|                | Yan Monplaisir             | RPR (URC)      | 2 733  | 15,1   |  |  |  |
|                |                            |                |        |        |  |  |  |
| Inscrits       | Inscrits                   | Inscrits       | 45 913 | 100,00 |  |  |  |
| Abstentions    | Abstentions                | Abstentions    | 27 038 | 58,89  |  |  |  |
| Votants        | Votants                    | Votants        | 18 875 | 41,11  |  |  |  |
| Blancs et nuls | Blancs et nuls             | Blancs et nuls | 778    | 4,12   |  |  |  |
| Exprimés       | Exprimés                   | Exprimés       | 18 097 | 95,88  |  |  |  |

#### Quatrième circonscription (Le Marin)
| Candidat       | Candidat                                 | Parti                      | Premier tour | Premier tour | Second tour | Second tour |  |
| Candidat       | Candidat                                 | Parti                      | Voix         | %            | Voix        | %           |  |
| -------------- | ---------------------------------------- | -------------------------- | ------------ | ------------ | ----------- | ----------- |  |
|                | Maurice Louis-Joseph-Dogué sortant réélu | FSM                        | 12 112       | 54,84        | 18 075      | 56,25       |  |
|                | Jean Maran sortant                       | UDF (PSD) (URC)            | 9 491        | 42,97        | 14 057      | 43,75       |  |
|                | Jean-Luc Erepmoc                         | RPR                        | 254          | 1,15         |             |             |  |
|                | Benjamin Blanchard                       | Divers gauche (Maj. prés.) | 230          | 1,04         |             |             |  |
|                |                                          |                            |              |              |             |             |  |
| Inscrits       | Inscrits                                 | Inscrits                   | 69 611       | 100,00       | 69 583      | 100,00      |  |
| Abstentions    | Abstentions                              | Abstentions                | 46 266       | 66,46        | 36 105      | 51,89       |  |
| Votants        | Votants                                  | Votants                    | 23 345       | 33,54        | 33 478      | 48,11       |  |
| Blancs et nuls | Blancs et nuls                           | Blancs et nuls             | 1 258        | 5,39         | 1 346       | 4,02        |  |
| Exprimés       | Exprimés                                 | Exprimés                   | 22 087       | 94,61        | 32 132      | 95,98       |  |